# Micromyrtus papillosa
Micromyrtus papillosa är en myrtenväxtart som beskrevs av John William Green och Barbara Lynette Rye. Micromyrtus papillosa ingår i släktet Micromyrtus och familjen myrtenväxter. Inga underarter finns listade i Catalogue of Life.